# Catedral de San Antonio (Baucau)
La Catedral de San Antonio o simplemente Catedral de Baucau (en portugués: Catedral de Santo Antonio de Baucau) es el nombre que recibe un edificio religioso que se encuentra ubicado en la localidad de Baucau en el norte del país asiático de Timor Oriental. El edificio sirve como la sede episcopal de la diócesis de Baucau (Dioecesis Baucanus o Diocese de Baucau) que fue creada en 1996 mediante la bula Quo aptius consuleretur del Papa Juan Pablo II. Se encuentra en el casco antiguo de la ciudad, en Suco Buruma. 
Situada en la parte frontal de la catedral a los lados hay dos imágenes de azulejos portugueses, blancos y azules,  llamados simplemente los azulejos. La imagen de la izquierda muestra a María, la de la derecha al Santo Patrón de la catedral, San Antonio de Lisboa, con el niño Jesús en sus brazos. El campanario se eleva por encima del portal de entrada.
El templo sigue el rito romano o latino y está bajo la responsabilidad pastoral del obispo Basílio do Nascimento.

## Véase también

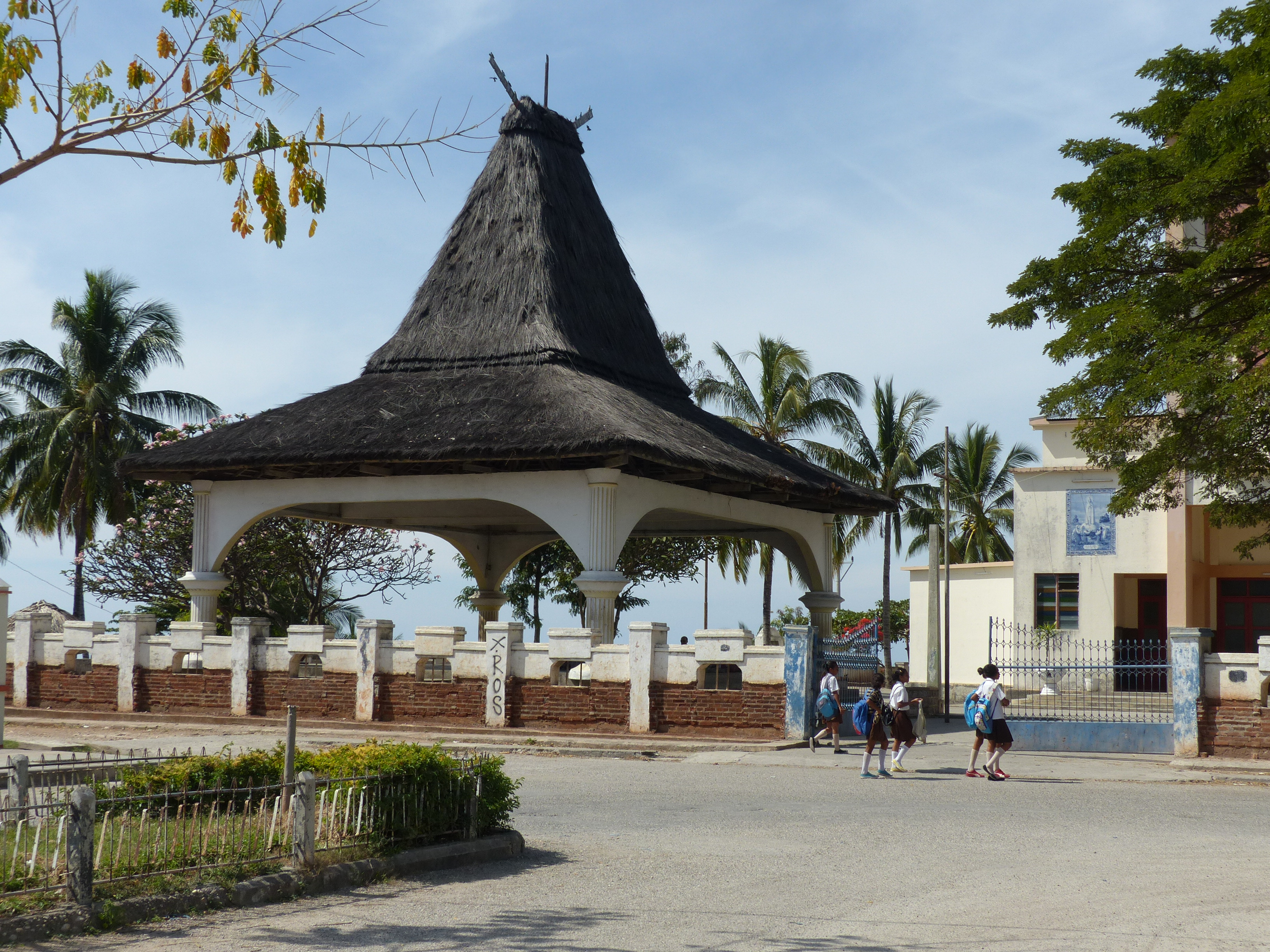
Explanada de la catedral de Baucau